# Носалі

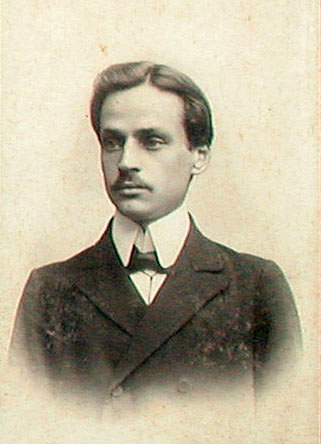
Носаль Михайло Андрійович

Носалі — Михайло Андрійович і його син Іван Михайлович Носалі — відомі українські фітотерапевти. Їх книга «Лікарські рослини і способи їх застосування в народі», видана в 1958 році.
Іван Носаль узагальнив досвід Носалів у книзі «Від рослини — до людини» (1992). У м. Рівному ім'ям Івана Носаля названо вулицю.
Потім справу, розпочату дідом і батьком, продовжував онук Михайла Андрійовича — Костянтин Носаль.
Правнуки Михайла Андрійовича Носаля Кирило та Павло теж займаються народною медициною.